# 平維綱
平 維綱（たいら の これつな）は、平安時代末期の武将。伊勢平氏の傍流、平清綱の子。平忠盛の家人。平家盛の乳母父。鷲尾、桑名を称す。

## 略歴
保安4年（1123年）頃に誕生した忠盛の次男・家盛の乳母父となる。
保延元年（1135年）8月、平忠盛の海賊討伐の賞により、右兵衛尉に叙任。天養の頃、院領（最勝寺領）の信濃国小河荘に下司の清原家兼からの譲り状と文書があると称して介入しようとし、鳥羽院庁がそれを禁ずる院庁下文を天養2年（1145年）7月に出す（鳥羽院庁下文）など、院領を中心とした平氏の勢力拡大の役割を担っている。
久安5年（1149年）3月、家盛が鳥羽法皇の熊野参詣に加わった道中で病により急逝すると、駆けつけた維綱は哀しみのあまりその場で出家した。
子の良平（桑名九郎）の子で、維綱の孫にあたる桑名恒平は早くから鎌倉の源頼朝傘下に入り、奥州合戦に参陣し、戦功を残して備後国を賜って、大和氏、三重氏、備後杉原氏など祖となったという。